# Шевченко, Дмитрий Станиславович
Дмитрий Станиславович Шевченко (укр. Дмитро Станіславович Шевченко, позывной — Шева NLAW; 27 февраля 1977, Свесса — 29 мая 2024, Часов Яр) — украинский военнослужащий, сержант, участник российско-украинской войны. Герой Украины (2025, посмертно).

## Биография
После окончания школы в родном поселке Свесса, Дмитрий Шевченко поступил в Сумской государственный университет, где получил образование по специальности «финансы». С 1999 года занимался предпринимательской деятельностью. В 2005 году был избран депутатом поселкового совета, а в 2010 — районного. В 2015 году стал поселковым головой Свесы, но в 2016 году досрочно покинул эту должность. С 2016 года работал на руководящих должностях в частных компаниях.
С началом полномасштабного вторжения России в Украину в 2022 году добровольно мобилизовался и стал сержантом специального подразделения «Кракен» Главного управления разведки Министерства обороны Украины. Был разведчиком и командиром противотанковой группы.
В ноябре 2022 года принимал участие в боях за освобождение Купянска, Боровой, Сватово и Кисловки. В декабре 2022 и январе 2023 года участвовал в боях в Донецкой области. Позже воевал в Сумской области, выполняя боевые задания в приграничных районах. Дважды был ранен в боях — весной и осенью 2023 года в Харьковской области.
С начала 2024 года стал командиром группы огневой поддержки, воевал в Сумской и Донецкой областях. 29 мая 2024 года в районе города Часов Яр Донецкой области Дмитрий Шевченко погиб.
Похоронен в Киеве.

## Награды
- Звание «Герой Украины» с удостоением ордена «Золотая Звезда» (5 апреля 2025, посмертно) — за личное мужество и героизм, проявленные в защите государственного суверенитета и территориальной целостности Украины, верность военной присяге[7].